# Condado de Loon
El Condado de Loon (en neerlandés: Graafschap Loon, en francés: Comté de Looz) fue un estado feudal del Antiguo Régimen en el Sacro Imperio Romano Germánico, que correspondía aproximadamente a la actual provincia belga de Limburgo. Recibió el nombre de la localidad originaria del conde, Loon, hoy en día conocida como Borgloon. Durante la Edad Media, los condes trasladaron su corte a una posición más central, en Kuringen, que hoy es parte de Hasselt, capital de la región. 
Desde sus inicios, Loon estuvo asociado con el príncipe-obispo de Lieja y, en 1190, el conde había pasado a estar bajo el señorío del obispo. En el siglo XIV, siendo la segunda vez en que se finalizaba la línea masculina sucesoria del condado, los propios príncipes-obispos se hicieron cargo directamente. Loon representaba la mayor parte de los pobladores de habla neerlandesa del principado. Todas las ciudades neerlandesas del principado, que contaban con el estatus conocido como "Buenas Ciudades" (en francés: bonnes villes), se encontraban dentro del condado de Loon. Estos pueblos fueron Beringen, Bilzen, Borgloon, Bree, Hamont, Hasselt, Herk-de-Stad, Maaseik, Peer y Stokkem. 
Desde sus inicios como condado, Loon tuvo señoríos en tres áreas geográficas distintas: una parte oriental en el valle del río Mosa en la orilla occidental al norte de Maastricht, incluido Maaseik; una parte norte en la región arenosa de Kempen (en francés: Campine), incluido Bree; y una parte sur dentro de la parte de habla neerlandesa de las fértiles colinas de Haspengouw, que incluye al propio Borgloon. 
Al igual que otras áreas que finalmente quedaron bajo el poder del principado de Lieja, Loon nunca se convirtió formalmente en parte del señorío unificado de los "Países Bajos", que unió a casi todo el Benelux a finales de la Edad Media y continuó uniendo a casi toda la actual Bélgica bajo el Antiguo Régimen. Loon y otros señoríos de Lieja solo se unieron a sus vecinos cuando todos se convirtieron en parte de Francia durante la revolución francesa. Después de la batalla de Waterloo, permanecieron unidos en el nuevo Reino Unido de los Países Bajos. En 1839, el antiguo territorio de Loon se convirtió en base de una nueva provincia, Limburgo, dentro del nuevo Reino de Bélgica. 

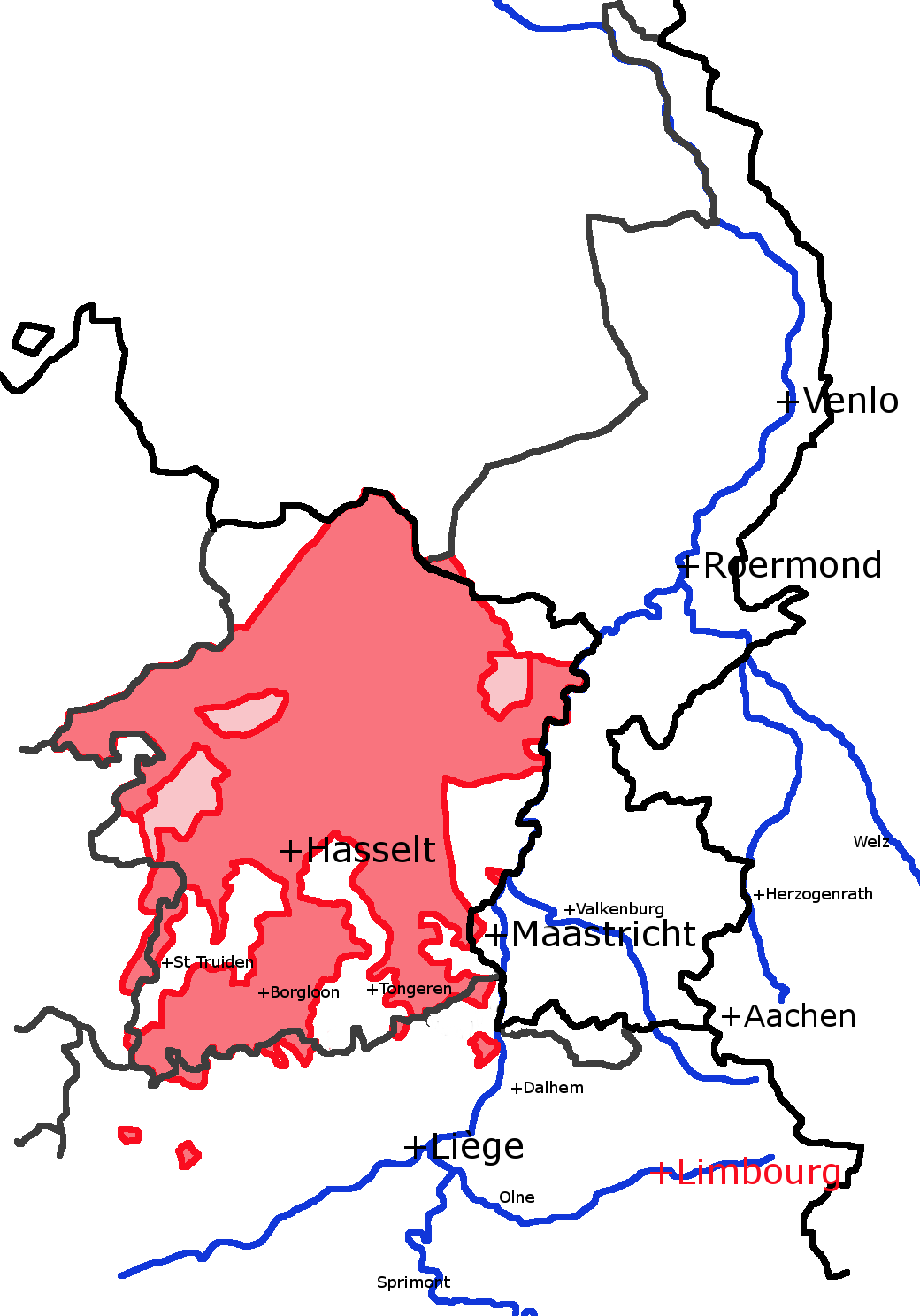
Este mapa muestra el condado medieval de Loon en rojo, con las actuales fronteras provinciales (gris) y nacionales (negro). Las zonas de color rojo claro estaban bajo el gobierno del conde de Loon y otro señor en conjunto.

## Orígenes

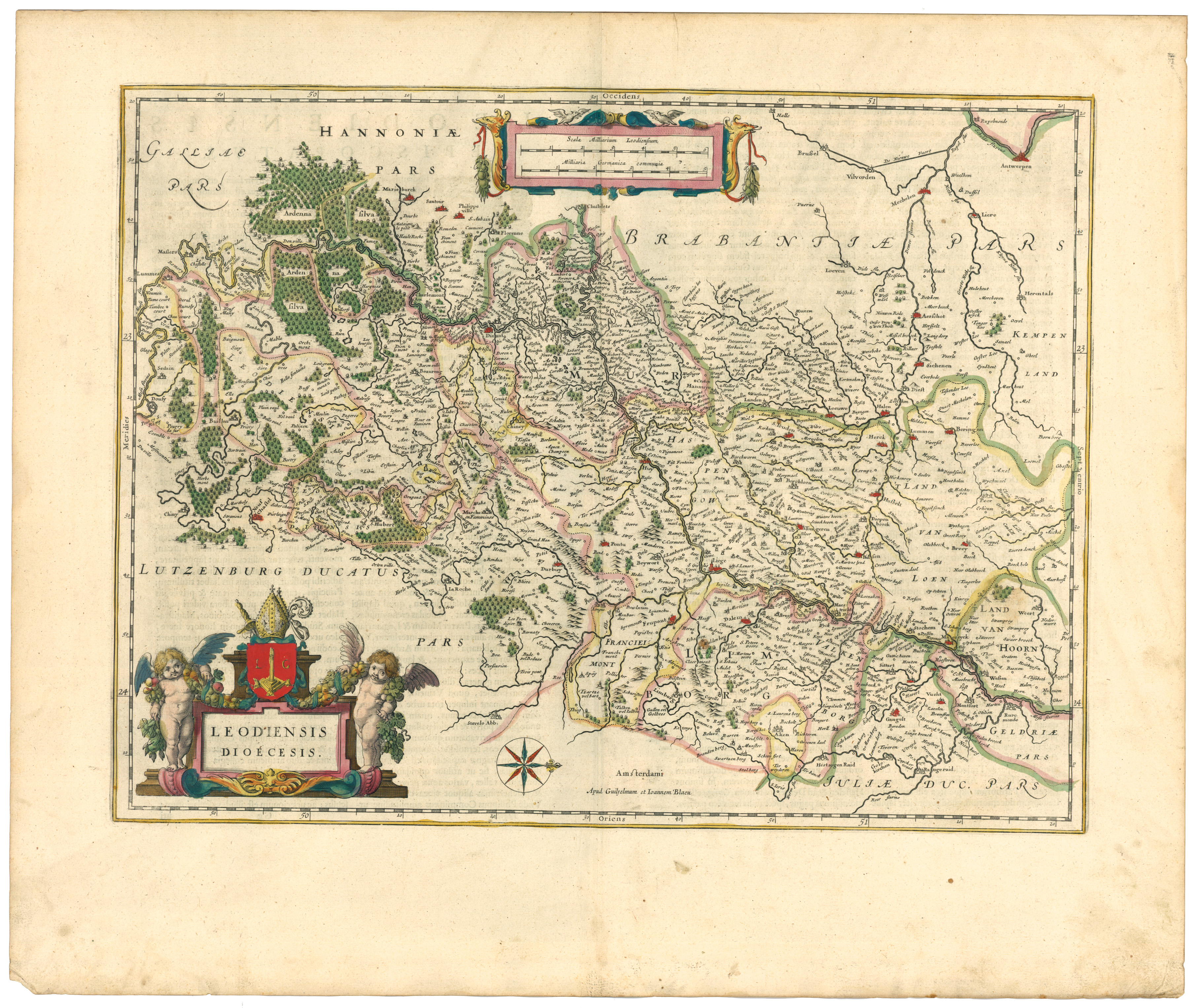
Mapa del obispado de Lieja con t Land van Loen, Joan Blaeu, Atlas Maior, 1645.

Al igual que muchos de los condados de la región, los registros que mencionan al condado de Loon aparecen a principios del siglo XI, pero dan poca información de cómo llegó a fundarse el condado. Las generaciones inmediatamente anteriores habían sufrido muchas rebeliones, confiscaciones y expulsiones. Toda la región de la Baja Lorena había sido parte de un reino unificado tras la división de Lotaringia, pero su poder recayó rápidamente. Los reinos orientales y occidentales de la antigua dinastía carolingia, precursores de los posteriores Francia y Alemania, se disputaron el control, junto con los poderes locales. Para el año 1000, el área estaba bajo el control duradero del reino "teutónico" oriental, y no solo Loon, sino también otros condados conocidos como Henao y Brabante, que se estaban desarrollando en la Edad Media tardía. En el siglo X, estos condados se formaron a partir de componentes con historias complejas, que ahora son difíciles de reconstruir. 
A principios del siglo X, al menos hasta 939, se ha propuesto tradicionalmente (por ejemplo, por Christophe Butkens, y, mucho más tarde, por Léon Vanderkindere) que la llamada casa de Reginar había controlado todas o la mayoría de estas áreas. En particular, un conde llamado Rodolfo, a quien estos historiadores proponen como el hermano menor de Reginar III, tenía un condado en el área de Maaseik en 952. El condado de Rodolfo, llamado Hufte o Huste en los dos documentos medievales que lo mencionan, aparentemente incluía tierras muy próximas al propio Borgloon, según una carta estimada en 958/959. Además, un conde Rodolfo, quizás el ya nombrado u otro, también gobernó un condado vecino al suroeste de Borgloon, fuera del futuro condado de Loon, con sede en Avernas.
En 958 Reginar III fue exiliado, y, aunque los dos hijos de Reginar III regresaron en 973 y comenzaron a establecer lentamente las bases de poder que eventualmente se convirtieron en los condados de Henao y Lovaina, se desconoce el destino de su propuesto tío Rodolfo. Sin embargo, el obispo Baldrick II, hermano del conde Giselberto de Loon, el primer conde debidamente documentado, tenía ascendencia común con Lamberto I de Lovaina, descendiente de la dinastía Reginar.
Según la hipótesis más aceptada, desarrollada por Joseph Daris, Léon Vanderkindere y actualizada por Jean Baerten y otros, los condes de Loon estaban, como se sospechaba desde hacía mucho tiempo, relacionados con los regináridos, pero como miembros de la "familia Baldrick", descendientes del conde Ricfried. Esta familia tenía fuertes vínculos con la dinastía otoniana de Alemania, mientras que los regináridos eran vistos como rebeldes, y dos miembros de esta familia llamados Baldrick (o Balderich, Palderih, etc.) ya habían ocupado los poderosos obispados en Utrecht y Lieja en diferentes momentos en el siglo X. La propuesta de Daris y Vanderkindere surgió del descubrimiento del matrimonio de una hermana del exiliado Reginar III con el conde Nibelungo, un hijo de Ricfried, que se sabe que tuvo dos hijos llamados Rodolfo y Baldrick I (obispo de Lieja, 953-959). Por lo tanto, esta familia se propuso como un vínculo entre los orígenes de Loon y los dos regináridos anteriores que aparentemente habían tenido señoríos cerca de Maaseik y Borgloon, así como a dos obispos anteriores llamados Baldrick. 
Vanderkindere propuso específicamente que Giselberto, el primer conde definido de Loon, era el hijo del conde Rodolfo más joven, no el reginárido, sino su sobrino, el hijo de Nibelungo. Ha habido inquietudes cronológicas acerca de esta propuesta no probada, porque el único registro de Rodolfo como niño en 943 es mucho más antiguo que cualquier registro definitivo del conde Giselberto y sus hermanos en el próximo siglo. Además, la única fuente medieval que menciona a un padre del conde Giselberto lo llama Otón. Aunque esta fuente no se considera perfectamente confiable para este período, Hein Jongbloed ha propuesto que un registro de un Otón en Gante podría corresponder a este antepasado. Van Winter, por otro lado, ha propuesto que pudo haber habido un Otón que era hijo de Rodolfo y padre del primer conde y sus hermanos.
Quienquiera que fueran sus padres, el primer conde documentado de Loon fue Giselberto del siglo XI. Aún no se sabe exactamente qué territorio ocupaba, y su hermano Arnulfo también se menciona como un recuento en varios registros. Aunque todas las cartas que describen a los hermanos como hermanos del obispo Baldrick II de Lieja son falsificaciones posteriores, se considera que hay pruebas suficientes para aceptar esta relación.
Una carta fechada el 24 de enero de 1040 menciona un "condado de Haspinga en el pagus Haspengouw", que había sido propiedad del conde Arnaldo, entendido como hermano de Giselberto, también conocido como Arnulfo. Con esta carta tan debatida, el emperador Enrique III concedió este condado a la catedral de San Lamberto en Lieja. Se plantea la cuestión de qué implicaba tanto geográfica como legalmente este condado dentro del pagus del mismo nombre. Además, no hay registro de Arnulfo como conde de Loon. Haspinga se ha interpretado como lo mismo que el condado de Loon (Verhelst (1984)) o como un señorío que tenía a Loon bajo su mando (Baerten y otros), aunque podría haber sido simplemente una parte geográfica de Hesbaye, diferente a la que tenía su hermano. 
Conectado a esta pregunta abierta, no solo se desconoce el parentesco de Giselberto, Arnulfo y Baldrick, sino que también se considera incierta su conexión con los dos hermanos siguientes, Emmo y Otón. Se cree que son hijos de Giselberto o Arnulfo. Si bien Giselberto es la propuesta obvia, Souvereyns y Bijsterveld se inclinan hacia la posición de Verhelst y favorecen a Arnulfo como su padre. Un argumento importante para la posición de Verhelst es que Emmo nombró a su hijo y heredero Arnulfo/Arnaldo, y el nombre Giselberto nunca fue utilizado por sus descendientes. Otón, el hermano de Emmo, llamó a su hijo Giselberto, pero de acuerdo con esta propuesta, este nombre conmemora a otro Giselberto que era advocatus de Sint-Truiden, al igual que Otón y su hijo. 
Otra carta importante en las discusiones sobre los orígenes del condado de Loon es la concesión de 1078 de la condesa Ermengarda al obispo de Lieja, de tierras alodiales en lugares clave del condado de Loon. Sus posesiones no pueden explicarse por su ascendencia propuesta, o su esposo conocido, por lo que se ha sugerido durante mucho tiempo (por ejemplo, Vanderkindere, Baerten y Kupper) que debe haberse casado primero con un conde de Loon, que normalmente se presume que es Arnoldo, porque se presume que no había tenido herederos.

## Historia

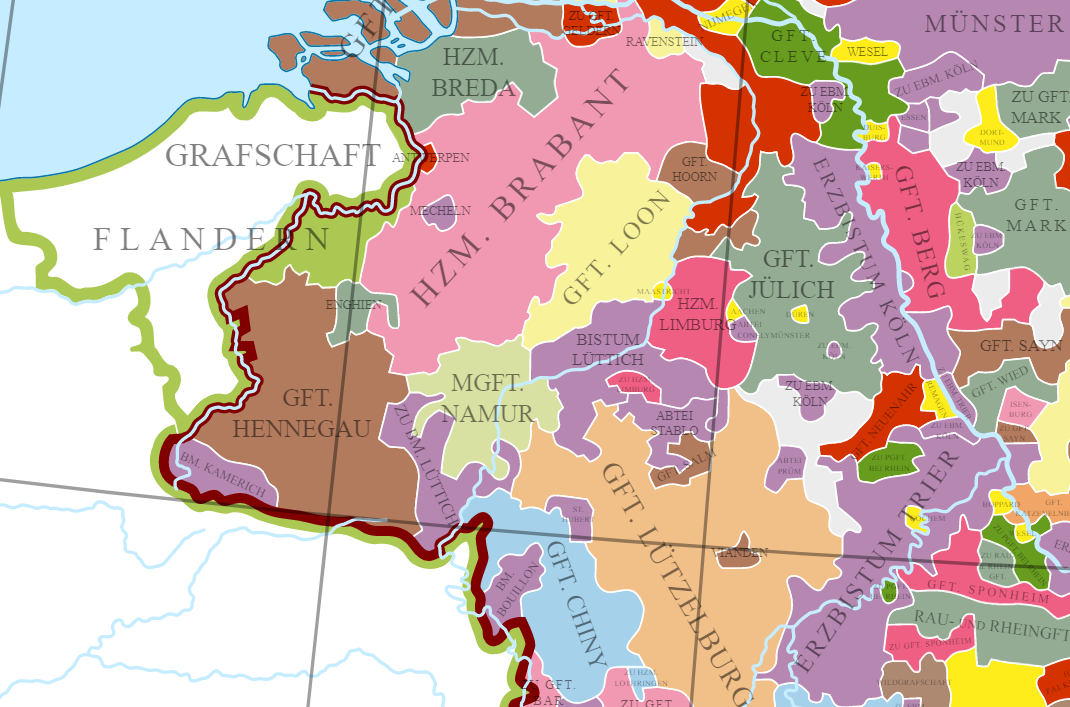
Los Países Bajos por alrededor de 1250, con el condado de Loon en amarillo.

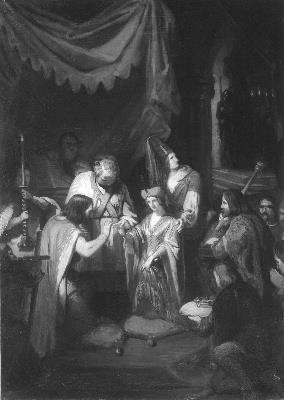
Casamiento entre Luis II y Ada en 1203, obra de Jacobus van Dijck.

En la generación posterior a los tres hermanos Baldrick, Giselberto y Arnulfo, el conde Emmo se convirtió en el próximo conde de Loon, mientras que su hermano el conde Otón fue advocatus de la abadía de Sint-Truiden, y el antepasado de la primera línea de condes de Duras, quizás a través de su esposa Oda. El condado de Duras fue heredado por el hijo de Otón, Giselberto, y a su vez por su hijo Otón. Finalmente se convirtió en parte de Loon, bajo el gobierno del conde Gerardo en la década de 1190. 
El conde Arnaldo (o Arnulfo) I, hijo de Emmo, es, según Baerten, el primer conde de Loon de quien se conoce su actividad política. En 1106 pudo fortalecer su posición, cuando adquirió las posesiones del extinto condado de Rieneck a través del matrimonio. Probablemente también construyó el castillo de mota y ailey que estaba en Borgloon durante la Edad Media. Su hijo Arnaldo II de Loon fundó la abadía de Averbode. 
El hijo y heredero de Arnaldo II fue Luis I. Terminó la construcción de la abadía de Averbode por carta fechada en 1135, y fue conde de Loon, stadtgraf de Mainz y conde de Rieneck, ambos en la Alemania moderna. Aumentó el territorio de Loon agregando Kolmont (ahora en Tongeren) junto con Bilzen. Fortaleció la fortaleza ubicada allí y dio libertades a la ciudad. También hizo lo mismo en Brustem (ahora en Sint-Truiden), que se volvió un enclave de Loon al estar rodeado por el condado de Duras. 
El conde Gerardo (a veces llamado incorrectamente Gerardo "II"), el siguiente conde de Loon y Rieneck, fortificó Brustem y Kolmont y trasladó la capital del condado a Kuringen. Allí fundó la abadía de Herkenrode, para las mujeres que vivían según las reglas cistercienses. En Loon, el prolongado conflicto con sus señores de Lieja culminó en la campaña del príncipe obispo Rodolfo de Zähringen de 1179, cuyas tropas devastaron la capital del condado de Borgloon en 1179. En 1193 también adquirió el condado de Duras y el título de la abadía de Sint-Truiden, pero tuvo que aceptar la soberanía de Brabante sobre esas tierras. Esta área otorgó poder sobre las tierras de las abadías en Sint-Truiden, Halen y Herk-de-Stad, definiendo efectivamente lo que hoy sigue siendo la frontera suroeste del Limburgo belga. El hijo de Gerardo, Luis II, era el heredero, pero el título de conde Rieneck fue para otro hijo, Gerardo. 
Fue durante el gobierno de Luis II que sucedió la llamada guerra de Loon, entre 1203 y 1206. El conde Teodorico VII de Holanda fallecería sin hijos varones, lo cual desataría una guerra de sucesión por el condado de Holanda entre el hermano de Teodorico, Guillermo de Frisia, y la hija del mismo y esposa de Luis II, Ada de Holanda. A pesar de que en 1204 Luis II y sus aliados pudieron ocupar Holanda y desterrar a Guillermo, el hecho de tener a Ada prisionera en Inglaterra y la falta de apoyo local, lo obligaron a la retirada en 1206, siendo perseguido y derrotado por su adversario.
Los condados de Rieneck y Loon se reunificaron finalmente bajo el mando de Luis III de Loon, hijo de Gerardo de Rieneck, pero luego él los dividió nuevamente, entregando el condado de Loon a su hermano Arnaldo IV. 
Por matrimonio, el conde Arnaldo IV adquirió el condado francófono de Chiny en 1227 y llevó la línea principal de los condes de Loon al punto más alto de su expansión territorial. La línea conyugal masculina se extinguió con la muerte de Luis IV de Loon en 1336 y las propiedades de Loon y Chiny fueron heredadas al principio por la noble Casa de Sponheim de Heinsberg con el consentimiento del obispo de Lieja. Sin embargo, en 1362 el príncipe-obispo Engelberto III de Marck se apoderó de Loon y finalmente lo incorporó al territorio de Lieja en 1366. 
El condado siguió siendo una entidad separada (quartier) dentro de Lieja, cuyos príncipes-obispos asumieron el título conital. Cuando el obispado fue anexado por la Francia revolucionaria en 1795, el condado de Loon también se disolvió y una versión ajustada del territorio pasó a formar parte del departamento francés de Meuse-Inférieure, junto con el Limburgo holandés al este del Mosa. Después de la derrota de Napoleón, el departamento pasó a formar parte del nuevo Reino Unido de los Países Bajos en 1815, y recibió su nombre moderno de Limburgo como una forma de que el reino conservara el antiguo título de ducado medieval de Limburgo, que se encontraba próximo. Sin embargo, en 1830, se creó Bélgica, dividiendo el reino, y la posición de Limburgo y Luxemburgo se convirtió en una causa de conflicto entre los dos reinos resultantes. En 1839, bajo arbitraje internacional, finalmente se decidió dividir Limburgo y Luxemburgo en sus dos partes modernas. La parte occidental de Limburgo corresponde aproximadamente al antiguo condado de Loon y pasó a formar parte de Bélgica. Ambas partes mantuvieron su nuevo nombre de Limburgo.

## Condes de Loon

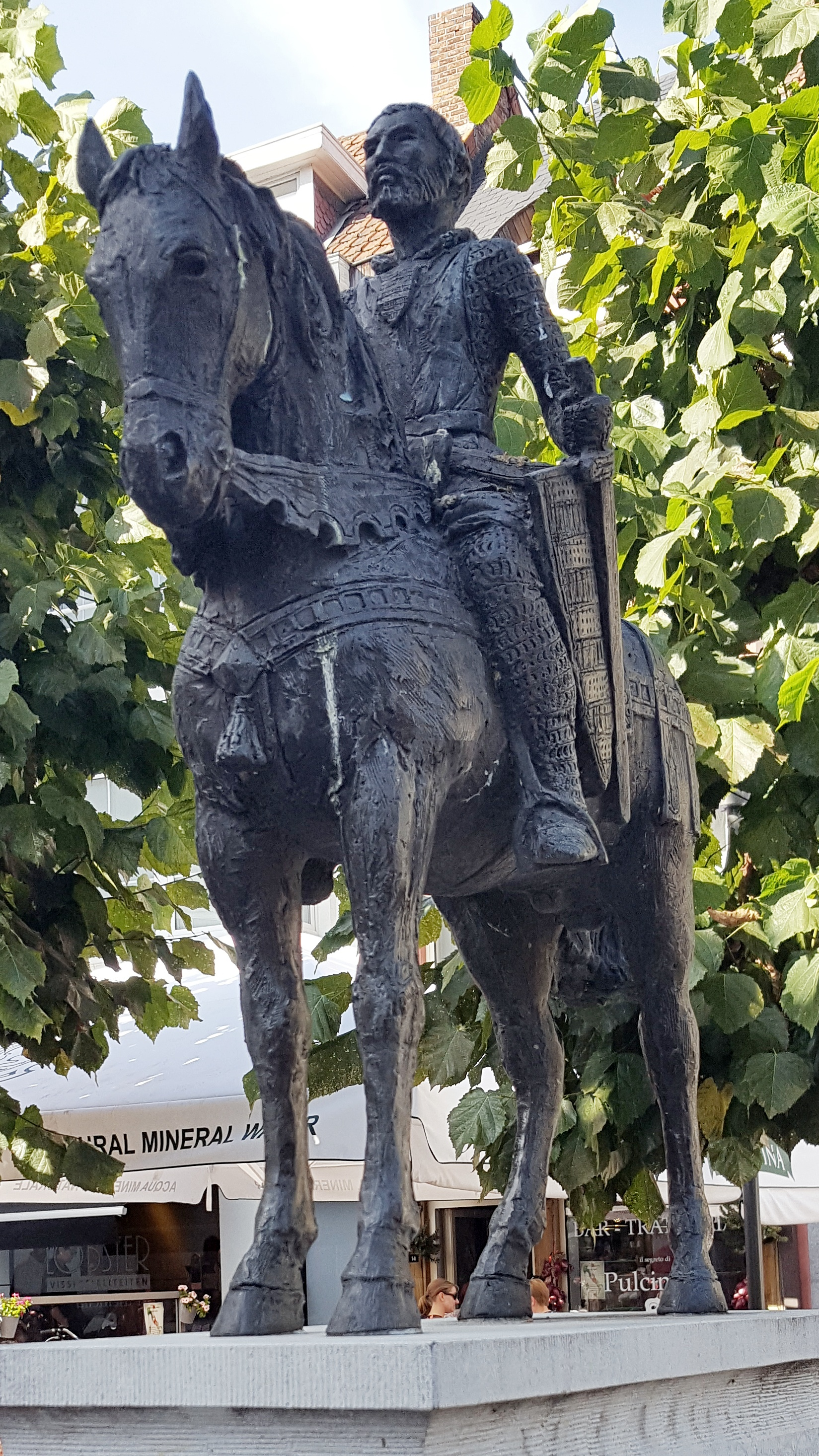
Estatua ecuestre de Arnaldo IV de Loon, en Hasselt (Bélgica).

- Conde Otón (incierto), nombrado como conde de Loon en un relato muy posterior de la abadía de Sint-Truiden en la ceremonia de investidura de su hijo Baldrick II como obispo de Lieja en 1008. Su existencia es puesta en duda, por ejemplo, por Baerten.
- Giselberto (al menos entre 1015-1036), él y su hermano Arnaldo fueron nombrados como condes en Haspengouw, y Giselberto fue específicamente referido como conde de Loon.
- Emmo (muerto en 1078), claramente llamado "conde de Loon" en vida. Su hermano Otón se convirtió en conde de Duras, pero los hermanos también fueron llamados colectivamente como condes de Loon. Es probable que su padre fuera Gilberto, pero no es seguro.
- Arnaldo I (al menos entre 1090-1125), hijo de Emmo, casado con Agnes, hija y heredera de Gerardo, burgrave de Maguncia. Un contemporáneo, otro Gilberto, hijo de su tío Otón, fue conde en Duras.
- Arnaldo II (conde en 1135), hijo de Arnaldo I. Fundó la abadía de Averbode.
- Luis I (1139-1171), hijo de Arnaldo II, se casó con Agnes, hija del conde Folmar V de Metz.
- Gerardo (1171-1191), hijo, casado con Adelaida, hija del conde Enrique I de Güeldres.
- Luis II (1191-1218), hijo, se casó con Ada, hija del conde Teodorico VII de Holanda, también conde de Holanda entre 1203 - 1207, seguido por sus hermanos como guardianes de sus sobrinos menores Luis III y Arnaldo IV.
- Enrique (1218), otro hijo de Gerardo, murió poco después.
- Arnarldo III (1218-1221), otro hijo de Gerardp, también conde de Rieneck, se casó con Adelaida, hija del duque Enrique I de Brabante.
- Luis III (1221-1227), nieto de Gerardo, hijo de Gerardo, conde de Rieneck, también conde de Rieneck entre 1221-1243, renunció a Loon en favor de su hermano menor.
- Arnaldo IV (1227-1273), otro nieto de Gerardo e hijo del conde Gerardo de Rieneck, se casó con Juana, hija de Luis IV el Joven, conde de Chiny. También conde de Chiny (como Arnaldo II).
- Juan I (1273-1279), hijo, casado con Matilda, hija de Guillermo IV, conde de Jülich, y luego con Isabella de Condé.
- Arnaldo V (1279-1323), hijo, también conde de Chiny entre 1299-1313, se casó con Margarita de Vianden.
- Luis IV (1323-1336), hijo, también conde de Chiny (como Luis VI) desde 1313, se casó con Margarita, hija del duque Teobaldo II de Lorena.

Línea masculina extinta, sucedida por:
- Teodorico (o Diederik), (1336-1361) hijo de Godofredo de Sponheim, señor de Heinsberg, y Matilda de Loon, hermana del conde Luis IV, también conde de Chiny y señor de Heinsberg.
- Godofredo (1361-1362), sobrino, hijo de Juan de Heinsberg, se casó con Felipa, hija del conde Guillermo V de Jülich, también conde de Chiny y señor de Heinsberg, vendió el título comital a:
- Arnaldo VI de Rumigny (1362-1366), también conde de Chiny (como Arnaldo IV), demandante, renunció a favor de Lieja.